# 1968年夏季残疾人奥林匹克运动会韩国代表团
1968年夏季残疾人奥林匹克运动会韩国代表团是韩国派出的1968年夏季残疾人奥林匹克运动会代表团。未获得奖牌。